# Peter Ullgren
Peter Ullgren, född 8 augusti 1967 i Norrköping, är en svensk historiker och författare. Ullgren disputerade 2004 vid Lunds universitet med avhandlingen Lantadel – adliga godsägare i Östergötland och Skåne vid 1600-talets slut. För avhandlingen fick han pris från Nils Karlebys Stiftelse. Åren 2006 - 2012 innehade han en postdoc tjänst i Lund finansierad av Vitterhetsakademin och Riksbankens Jubileumsfond. Ullgren är som historiker och författare en mångsysslare. Han har innehaft lektorat vid Högskolan Södertörn, Linköpings universitet och varit gästforskare vid Åbo Akademi. Han har också varit verksam vid Högskolan Kristianstad och Campus Helsingborg. Han slutade vid Linköpings universitet 2018 och arbetar nu som frilansande historiker och författare. Han är också gästforskare vid Helsingfors universitet. Generellt präglas Ullgrens forskning av kulturhistoriska infallsvinklar, främst med fokus på den tidigmoderna eran 1500 -1800.